# Saint-Laurent-d'Andenay
Saint-Laurent-d'Andenay là một xã thuộc tỉnh Saône-et-Loire trong vùng Bourgogne-Franche-Comté miền đông nước Pháp.